# Hệ thống pháp luật trên thế giới

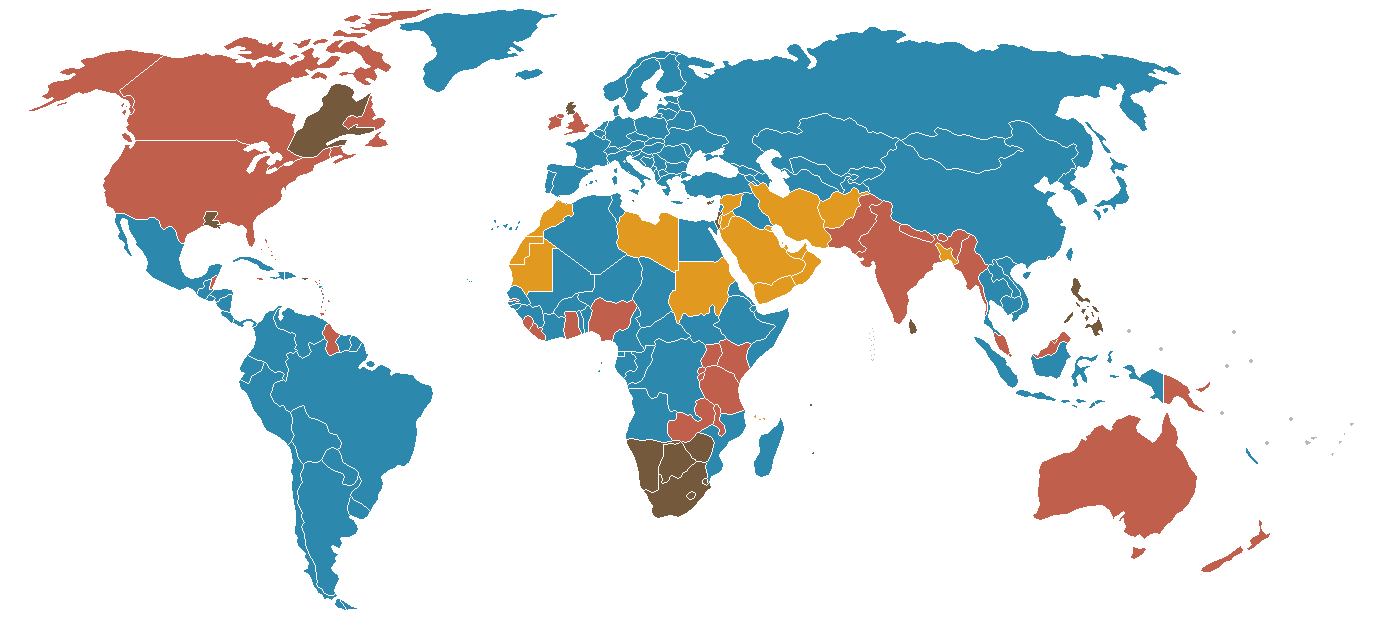
Các hệ thống pháp luật trên thế giới.
Dân luật
Thông luật
Hỗn hợp giữa dân luật và thông luật
Tập quán pháp
Luật Hồi giáo

Hiện nay có ba hệ thống pháp luật trên thế giới phổ biến nhất đó là các hệ thống dân luật, thông luật và luật tôn giáo. Tuy nhiên mỗi quốc gia lại phát triển hệ thống pháp luật của mình một cách khác nhau.

## Dân luật
Dân luật là hệ thống luật pháp phổ biến nhất trên thế giới. Nó còn được biết với cái tên "luật châu Âu lục địa" (châu Âu) (trừ nước Anh theo hệ thống thông luật).

## Thông luật
Danh sách các quốc gia áp dụng hệ thống thông luật vào hệ thống pháp luật của mình:
| Quốc gia                                                | Ghi chú |
| ------------------------------------------------------- | --- |
| Samoa thuộc Mỹ                                          | |
| Antigua và Barbuda                                      | Dựa trên Hệ thống thông luật Anh                                                                                |
| Úc                                                      | Dựa trên Hệ thống thông luật Anh                                                                                |
| Bahamas                                                 | Dựa trên Hệ thống thông luật Anh                                                                                |
| Barbados                                                | Dựa trên Hệ thống thông luật Anh                                                                                |
| Belize                                                  | Dựa trên Hệ thống thông luật Anh                                                                                |
| Bhutan                                                  | |
| Quần đảo Virgin thộc Anh                                | Dựa trên Hệ thống thông luật Anh                                                                                |
| Canada                                                  | Dựa trên Hệ thống thông luật Anh, ngoại trừ Québec áp dụng hệ thống luật dân sự dựa trên hệ thống luật của Pháp |
| Dominica                                                | Dựa trên Hệ thống thông luật Anh                                                                                |
| Anh và Wales ( Vương quốc Liên hiệp Anh và Bắc Ireland) | Chủ yếu là thông luật chịu ảnh hưởng ít nhiều của luật La Mã trước đây và Hệ thống luật dân sự Đại lục châu Âu  |
| Fiji                                                    | Dựa trên Hệ thống thông luật Anh                                                                                |
| Ghana                                                   | |
| Myanma                                                  | Dựa trên Hệ thống thông luật Anh                                                                                |
| Grenada                                                 | Dựa trên Hệ thống thông luật Anh                                                                                |
| Hồng Kông                                               | Phần lớn dựa trên Hệ thống thông luật Anh                                                                       |
| Ireland                                                 | |
| Jamaica                                                 | Dựa trên Hệ thống thông luật Anh                                                                                |
| Kiribati                                                | Dựa trên Hệ thống thông luật Anh                                                                                |
| Quần đảo Marshall                                       | Dựa trên Hệ thống luật Mỹ                                                                                       |
| Nauru                                                   | Dựa trên Hệ thống thông luật Anh                                                                                |
| New Zealand                                             | Dựa trên Hệ thống thông luật Anh                                                                                |
| Bắc Ireland ( Vương quốc Liên hiệp Anh và Bắc Ireland)  | |
| Palau                                                   | Dựa trên Hệ thống luật Mỹ                                                                                       |
| Saint Kitts và Nevis                                    | Dựa trên Hệ thống thông luật Anh                                                                                |
| Saint Vincent và Grenadines                             | Dựa trên Hệ thống thông luật Anh                                                                                |
| Tonga                                                   | Dựa trên Hệ thống thông luật Anh                                                                                |
| Trinidad và Tobago                                      | Dựa trên Hệ thống thông luật Anh                                                                                |
| Tuvalu                                                  | Dựa trên Hệ thống thông luật Anh                                                                                |
| Uganda                                                  | Dựa trên Hệ thống thông luật Anh                                                                                |
| Hoa Kỳ                                                  | |

## Luật tôn giáo
Luật tôn giáo đề cập đến khái niệm hay tài liệu của một hệ thống tôn giáo được dùng như một nguồn tài liệu pháp luật mặc dù cách thức áp dụng ở từng nước có khác nhau. Ví dụ, việc sử dụng bộ luật Halakha của người Do Thái có đặc tính bất biến ngoại trừ việc được sửa đổi bởi các đạo luật lập pháp của nhà nước hay được phát triển thông qua các tiền lệ của tòa án; luật giáo hội của Thiên Chúa giáo giống với dân luật ở chỗ sử dụng các bộ luật dân sự; và luật Sharia của Hồi giáo dựa trên tiền lệ pháp và lập luận theo phép loại suy (tương tự luật) (Qiyas) và nó được xem là tiền thân của thông luật.
Các loại chính của luật tôn giáo gồm có: Sharia ở Hồi giáo, Halakha ở Do Thái giáo, và luật Canon ở một số quốc gia theo Công giáo.
- Afghanistan
- Bahrain
- Bangladesh
- Iran
- Jordan
- Libya
- Mauritanie
- Maroc
- Oman
- Pakistan
- Ả Rập Xê Út
- Sudan
- Syria
- Gambia
- Tây Sahara
- Yemen

## Các hệ thống đa nguyên

### Hệ thống dân luật và thông luật
| Quốc gia                                            | Ghi chú |
| --------------------------------------------------- | ------- |
| Akrotiri                                            |         |
| Botswana                                            |         |
| Cameroon                                            |         |
| Bản mẫu:Country data Kypros Kypros                  |         |
| Eswatini                                            |         |
| Guyana                                              |         |
| Israel                                              |         |
| Lesotho                                             |         |
| Louisiana ( Hoa Kỳ)                                 |         |
| Malta                                               |         |
| Mauritius                                           |         |
| Namibia                                             |         |
| Philippines                                         |         |
| Puerto Rico ( Hoa Kỳ)                               |         |
| Québec ( Canada)                                    |         |
| Saint Lucia                                         |         |
| Scotland ( Vương quốc Liên hiệp Anh và Bắc Ireland) |         |
| Seychelles                                          |         |
| Nam Phi                                             |         |
| Sri Lanka                                           |         |
| Thái Lan                                            |         |
| Vanuatu                                             |         |
| Zimbabwe                                            |         |

### Dân luật và luật tôn giáo
| Quốc gia    | Ghi chú |
| ----------- | ------- |
| Afghanistan |         |
| Algérie     |         |
| Bahrain     |         |
| Comoros     |         |
| Djibouti    |         |
| Ai Cập      |         |
| Eritrea     |         |
| Indonesia   |         |
| Maroc       |         |

### Thông luật và luật tôn giáo
| Quốc gia   | Chú thích |
| ---------- | --------- |
| Bangladesh |           |
| Brunei     |           |
| Gambia     |           |
| Ấn Độ      |           |
| Malaysia   |           |
| Nigeria    |           |
| Oman       |           |
| Pakistan   |           |
| Qatar      |           |
| Singapore  |           |